# Boxe nos Jogos Olímpicos de Verão de 2016
As competições de boxe nos Jogos Olímpicos de Verão de 2016 foram realizadas no Pavilhão 6 do Riocentro, no Rio de Janeiro, entre 6 de agosto e 21 de agosto.

## Calendário
| Agosto | 6 | 7 | 8 | 9 | 10 | 11 | 12 | 13 | 14 | 15 | 16 | 17 | 18 | 19 | 20 | 21 |
| ------ | - | - | - | - | -- | -- | -- | -- | -- | -- | -- | -- | -- | -- | -- | -- |
| Boxe   |   |   |   |   |    |    |    |    | 1  | 1  | 1  | 1  | 1  | 1  | 3  | 4  |

|  | Dia de competição |  | Dia de final |

## Eventos
Masculino
- Peso mosca-ligeiro (–49 kg)
- Peso mosca (–52 kg)
- Peso galo (–56 kg)
- Peso ligeiro (–60 kg)

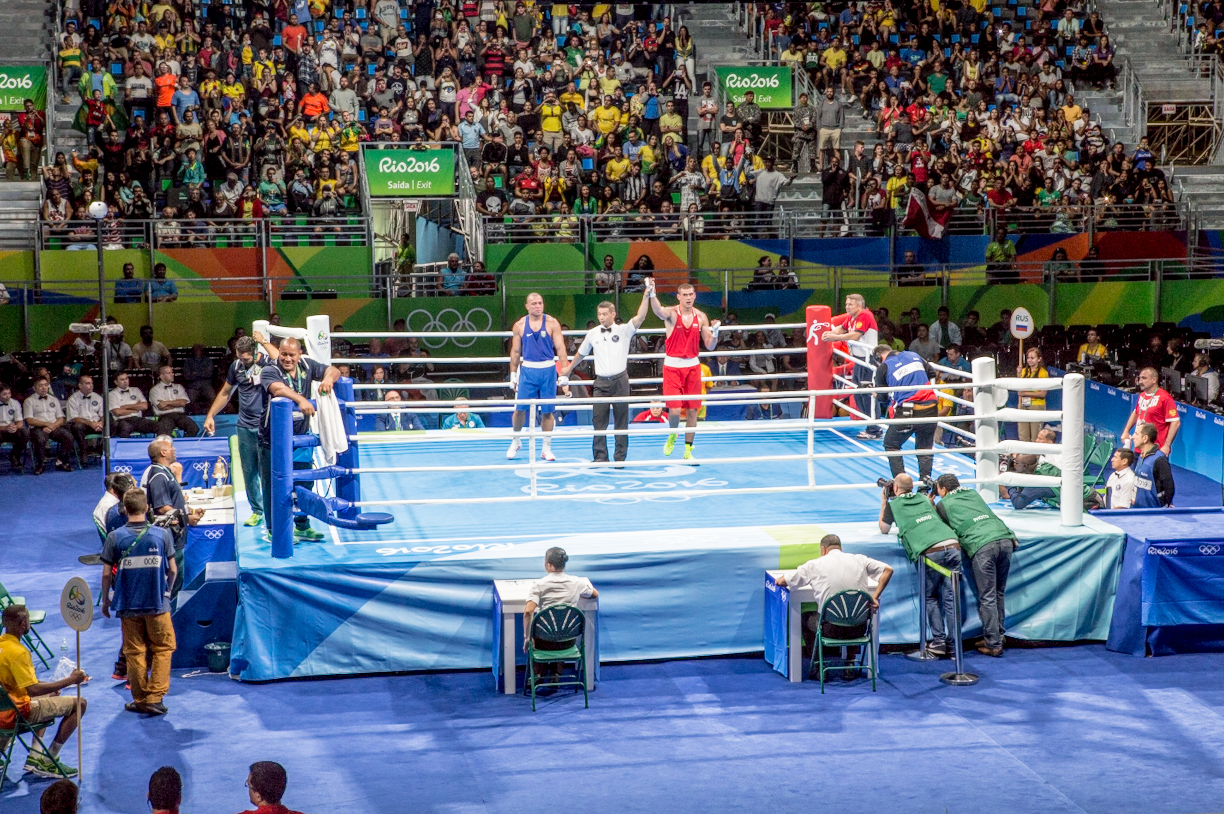
Pavilhão 6 do Riocentro recebeu as competições de boxe.

- Peso meio-médio-ligeiro (–64 kg)
- Peso meio-médio (–69 kg)
- Peso médio (–75 kg)
- Peso meio-pesado (–81 kg)
- Peso pesado (–91 kg)
- Peso superpesado (+91 kg)

Feminino
- Peso mosca (48–51 kg)
- Peso ligeiro (57–60 kg)
- Peso médio (75–81 kg)

## Medalhistas

### Masculino
| Evento                      | Ouro                                  | Prata                                    | Bronze                                                           |
| --------------------------- | ------------------------------------- | ---------------------------------------- | ---------------------------------------------------------------- |
| Mosca-ligeiro detalhes      | Hasanboy Dusmatov UZB Uzbequistão     | Yuberjén Martínez COL Colômbia           | Joahnys Argilagos CUB Cuba Nico Hernández USA Estados Unidos     |
| Mosca (nota) detalhes       | Shakhobidin Zoirov UZB Uzbequistão    | Yoel Finol VEN Venezuela                 | Hu Jianguan CHN China                                            |
| Galo detalhes               | Robeisy Ramírez CUB Cuba              | Shakur Stevenson USA Estados Unidos      | Vladimir Nikitin RUS Rússia Murodjon Akhmadaliev UZB Uzbequistão |
| Ligeiro detalhes            | Robson Conceição BRA Brasil           | Sofiane Oumiha FRA França                | Lázaro Álvarez CUB Cuba Dorjnyambuugiin Otgondalai MGL Mongólia  |
| Meio-médio-ligeiro detalhes | Fazliddin Gaibnazarov UZB Uzbequistão | Lorenzo Sotomayor Collazo AZE Azerbaijão | Vitaly Dunaytsev RUS Rússia Artem Harutyunyan GER Alemanha       |
| Meio-médio detalhes         | Daniyar Yeleussinov KAZ Cazaquistão   | Shakhram Giyasov UZB Uzbequistão         | Mohammed Rabii MAR Marrocos Souleymane Cissokho FRA França       |
| Médio detalhes              | Arlen López CUB Cuba                  | Bektemir Melikuziev UZB Uzbequistão      | Misael Rodríguez MEX México Kamran Shakhsuvarly AZE Azerbaijão   |
| Meio-pesado detalhes        | Julio César La Cruz CUB Cuba          | Adilbek Niyazymbetov KAZ Cazaquistão     | Mathieu Bauderlique FRA França Joshua Buatsi GBR Grã-Bretanha    |
| Pesado detalhes             | Evgeny Tishchenko RUS Rússia          | Vasiliy Levit KAZ Cazaquistão            | Rustam Tulaganov UZB Uzbequistão Erislandy Savón CUB Cuba        |
| Superpesado detalhes        | Tony Yoka FRA França                  | Joe Joyce GBR Grã-Bretanha               | Filip Hrgović CRO Croácia Ivan Dychko KAZ Cazaquistão            |

### Feminino
| Evento           | Ouro                                | Prata                             | Bronze                                                     |
| ---------------- | ----------------------------------- | --------------------------------- | ---------------------------------------------------------- |
| Mosca detalhes   | Nicola Adams GBR Grã-Bretanha       | Sarah Ourahmoune FRA França       | Ren Cancan CHN China Ingrit Valencia COL Colômbia          |
| Ligeiro detalhes | Estelle Mossely FRA França          | Yin Junhua CHN China              | Mira Potkonen FIN Finlândia Anastasia Belyakova RUS Rússia |
| Médio detalhes   | Claressa Shields USA Estados Unidos | Nouchka Fontijn NED Países Baixos | Dariga Shakimova KAZ Cazaquistão Li Qian CHN China         |

## Doping
Em dezembro de 2016, o russo Mikhail Aloyan foi desclassificado pelo Tribunal Arbitral do Esporte e perdeu e medalha de prata no peso mosca masculino. Aloian foi flagrado no antidoping com a substância proibida tuaminoheptano. A medalha foi realocada ao venezuelano Yoel Finol e a segunda medalha de bronze na categoria ficou vago.

## Quadro de medalhas
| Ordem | País               | Medalha de ouro | Medalha de prata | Medalha de bronze |    | Ordem por total |
| ----- | ------------------ | --------------- | ---------------- | ----------------- | -- | --------------- |
| 1     | UZB Uzbequistão    | 3               | 2                | 2                 | 7  | 1               |
| 2     | CUB Cuba           | 3               |                  | 3                 | 6  | 2               |
| 3     | FRA França         | 2               | 2                | 2                 | 6  | 2               |
| 4     | KAZ Cazaquistão    | 1               | 2                | 2                 | 5  | 4               |
| 5     | USA Estados Unidos | 1               | 1                | 1                 | 3  | 7               |
|       | GBR Grã-Bretanha   | 1               | 1                | 1                 | 3  | 7               |
| 7     | RUS Rússia         | 1               |                  | 3                 | 4  | 5               |
| 8     | BRA Brasil         | 1               |                  |                   | 1  | 11              |
| 9     | CHN China          |                 | 1                | 3                 | 4  | 5               |
| 10    | AZE Azerbaijão     |                 | 1                | 1                 | 2  | 9               |
|       | COL Colômbia       |                 | 1                | 1                 | 2  | 9               |
| 12    | NED Países Baixos  |                 | 1                |                   | 1  | 11              |
|       | VEN Venezuela      |                 | 1                |                   | 1  | 11              |
| 14    | GER Alemanha       |                 |                  | 1                 | 1  | 11              |
|       | CRO Croácia        |                 |                  | 1                 | 1  | 11              |
|       | FIN Finlândia      |                 |                  | 1                 | 1  | 11              |
|       | MAR Marrocos       |                 |                  | 1                 | 1  | 11              |
|       | MEX México         |                 |                  | 1                 | 1  | 11              |
|       | MGL Mongólia       |                 |                  | 1                 | 1  | 11              |
| TOTAL | TOTAL              | 13              | 13               | 25                | 51 | —               |